# Брюс, Патрик Генри
Патрик Генри Брюс (англ. Patrick Henry Bruce; род. 2 апреля 1880, Лонг-Айленд, Виргиния — 12 ноября 1936, Нью-Йорк) — американский художник — кубист.

## Жизнь и творчество
После окончания обучения живописи в Нью-Йорке Патрик Брюс уезжает в Париж, где он, начиная с 1907 года, работает в художественном ателье Анри Матисса. Позже Брюс тесно сходится с Робером Делоне, картины которого, исполненные в ярчайшей цветовой гамме, покорили молодого художника и инспирировали его к созданию собственных полотен в стиле синхромизма.
Несмотря на то, что Патрик Генри Брюс принимал участие в знаменитой и скандальной одновременно выставке американского современного искусства Эрмори Шоу, состоявшейся в 1913 году в Нью-Йорке на гауптвахте в одной из бывших казарм, работы его были публикой незамечены. В отчаянии Брюс уничтожил в 1932 году все свои работы, за исключением 15 полотен, а 5 годами позже покончил жизнь самоубийством.